# Diocesi di Mohale's Hoek
La diocesi di Mohale's Hoek (in latino: Dioecesis Mohaleshoekensis) è una sede della Chiesa cattolica in Lesotho suffraganea dell'arcidiocesi di Maseru. Nel 2021 contava 439.500 battezzati su 732.900 abitanti. È retta dal vescovo John Joale Tlhomola, S.C.P.

## Territorio
La diocesi comprende i distretti di Mafeteng e Mohale's Hoek in Lesotho
Sede vescovile è la città di Mohale's Hoek, dove si trova la cattedrale di San Patrizio.
Il territorio si estende su 5.799 km² ed è suddiviso in 16 parrocchie.

## Storia
La diocesi è stata eretta il 10 novembre 1977 con la bolla Ut fert creditum di papa Paolo VI, ricavandone il territorio dall'arcidiocesi di Maseru.

## Cronotassi dei vescovi
Si omettono i periodi di sede vacante non superiori ai 2 anni o non storicamente accertati.
- Sebastian Koto Khoarai, O.M.I. † (10 novembre 1977 - 11 febbraio 2014 ritirato)
- John Joale Tlhomola, S.C.P., dall'11 febbraio 2014

## Statistiche
La diocesi nel 2021 su una popolazione di 732.900 persone contava 439.500 battezzati, corrispondenti al 60,0% del totale.
| anno | popolazione | popolazione | popolazione | presbiteri | presbiteri | presbiteri | presbiteri                | diaconi | religiosi | religiosi | parrocchie |
| anno | battezzati  | totale      | %           | numero     | secolari   | regolari   | battezzati per presbitero | diaconi | uomini    | donne     | parrocchie |
| ---- | ----------- | ----------- | ----------- | ---------- | ---------- | ---------- | ------------------------- | ------- | --------- | --------- | ---------- |
| 1980 | 95.672      | 210.800     | 45,4        | 20         | 4          | 16         | 4.783                     |         | 22        | 131       | 13         |
| 1990 | 117.050     | 253.000     | 46,3        | 16         | 6          | 10         | 7.315                     |         | 11        | 116       | 19         |
| 1999 | 226.260     | 502.800     | 45,0        | 18         | 10         | 8          | 12.570                    |         | 13        | 75        | 14         |
| 2000 | 227.639     | 502.800     | 45,3        | 22         | 12         | 10         | 10.347                    |         | 14        | 86        | 15         |
| 2001 | 241.157     | 512.856     | 47,0        | 19         | 9          | 10         | 12.692                    |         | 12        | 83        | 14         |
| 2002 | 250.220     | 512.896     | 48,8        | 17         | 8          | 9          | 14.718                    |         | 12        | 85        | 14         |
| 2003 | 300.264     | 615.495     | 48,8        | 26         | 9          | 17         | 11.548                    |         | 20        | 107       | 15         |
| 2004 | 306.248     | 533.595     | 57,4        | 21         | 12         | 9          | 14.583                    |         | 12        | 79        | 15         |
| 2007 | 324.991     | 658.687     | 49,3        | 18         | 13         | 5          | 18.055                    |         | 14        | 85        | 19         |
| 2013 | 471.300     | 695.000     | 67,8        | 21         | 11         | 10         | 22.442                    |         | 31        | 104       | 20         |
| 2016 | 427.600     | 713.000     | 60,0        | 22         | 8          | 14         | 19.436                    |         | 26        | 154       | 20         |
| 2019 | 432.300     | 720.870     | 60,0        | 26         | 9          | 17         | 16.626                    |         | 29        | 62        | 19         |
| 2021 | 439.500     | 732.900     | 60,0        | 16         | 9          | 7          | 27.468                    |         | 14        | 54        | 16         |